# Посёлок имени Чапаева (Костромская область)
И́мени Чапа́ева — посёлок в Красносельском районе Костромской области. Административный центр Чапаевского сельского поселения.

## География
Посёлок находится в юго-западной части Костромской области, на расстоянии приблизительно 16 км (по прямой) к северо-востоку от посёлка Красное-на-Волге, административного центра района.

## История
Посёлок основан в конце 1930-х годов, когда из села Ивановское выделили территорию, заселённую переселенцами из затопленного при строительстве Рыбинского водохранилища города Молога и работниками колхоза имени Чапаева.

## Население
| 2008 | 2010 | 2014 |
| ---- | ---- | ---- |
| 160  | ↘135 | ↗164 |

### Национальный состав
Согласно результатам переписи 2002 года, в национальной структуре населения русские составляли 97 % из 166 чел.